# Autostrada D8 (Czechy)
Autostrada D8 (cz. dálnice D8) zwana także Via Europea oraz Ústecká dálnice (autostrada ustecka) – autostrada w Czechach o długości 94 km, prowadząca od węzła Zdiby k. Pragi na północny zachód przez Uście nad Łabą do granicy z Niemcami. Stanowi czeski fragment międzynarodowego szlaku E55, a razem z niemiecką A17 tworzy autostradowe połączenie pomiędzy Pragą i Dreznem.

## Odcinki
- odcinek Zdiby – Úžice: 9,6 km: oddano w lipcu 1993
- odcinek Úžice – Nová Ves: 8,9 km: oddano w październiku 1996
- odcinek Nová Ves – Doksany: 16,3 km: oddano w czerwcu 2001
- odcinek Doksany – Lovosice: 13,4 km: oddano w październiku 1998
- odcinek Lovosice – Bilinka 3,7 km: oddano w kwietniu 2012[1]
- odcinek Bilinka – Řehlovice 12,713 km: oddano 17 grudnia 2016
- odcinek Řehlovice – Trmice: 4,1 km: oddano w październiku 1990
- odcinek Trmice – granica państwa: 23,3 km: oddano 21 grudnia 2006

## Problemy z odcinkiem Lovosice – Řehlovice
Początkowo planowano ukończenie budowy autostrady w 2007, jednak w wyniku protestów ekologów porzucono stary projekt odcinka Lovosice – Řehlovice, na którym autostrada musiała przejść przez Czeskie Średniogórze i Obszar Chronionego Krajobrazu CHKO České středohoří. Ostatecznie prace na tym fragmencie rozpoczęto 6 listopada 2007. Na odcinku długości 16,413 km projekt przewiduje wykonanie trzech węzłów, dwóch tuneli (Prackovice – 270 m i Radejčín – 620 m) oraz 29 mostów, w tym dużych w okolicy miejscowości Vchynice, Opárno i Dobkovičky. Harmonogram prac przedstawiał się następująco:
- 2007: rozpoczęcie budowy mostów Opárno i Dobkovičky oraz tunelu Prackovice
- 2008: rozpoczęcie budowy mostu Vchynice, tunelu Radejčín oraz głównych jezdni odcinka
- 2009: zakończenie prac
- 2010: oddanie autostrady do użytku

Harmonogram ten nie został wykonany, i ten odcinek autostrady nie był ukończony w lecie 2012. Pierwszą (3,7 km) cześć tego odcinka otwarto w kwietniu 2012, reszta miała zostać otwarta na przełomie 2014 i 2015. Powodem opóźnień są długotrwałe procesy wytoczone przez organizacje ekologicznie przeciwko budowie autostrady.